# Life, Love, and the Pursuit of Justice
Life, Love, and the Pursuit of Justice is het debuutalbum van Justin Sane, zanger van de Amerikaanse punkband Anti-Flag. Het album is volledig door hemzelf geschreven en is het eerste album dat hij solo heeft opgenomen alsook het enige studioalbum dat hij solo heeft opgenomen.

## Nummers
1. "For Pat" - 1:52
2. "On the Streets Tonight" - 3:10
3. "If It's Good for the Economy, I'm For It!" - 2:43
4. "61C Days Turned to Night" - 3:16
5. "The Youth of the Modern World" - 3:28
6. "The Worst Case Scenario Survival Handbook" - 2:43
7. "The Critical Writing Assignment" - 2:02
8. "We Found a Place (These Are the Days)" - 3:09
9. "Thanks for the Letter (From a Kinder, Gentler America)" - 2:18
10. "Cassette Deck, Road Trip, Grand Canyon" - 2:16
11. "Where Has My Country Gone?" - 2:44
12. "College Avenue" - 2:53
13. "Tommy Gun" - 3:08